# Cratere Nicaea
Nicaea è un cratere sulla superficie di 21 Lutetia.